# Tim Kaine

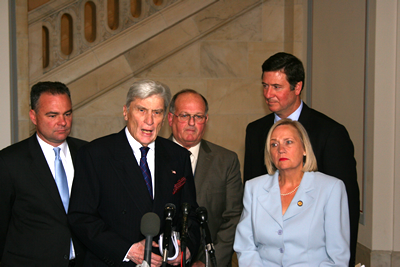
Tim Kaine (po lewej) i senator John Warner

Tim Kaine, właśc. Timothy Michael Kaine (ur. 26 lutego 1958 w Saint Paul) – amerykański polityk, wicegubernator i od 2006 do 2010 gubernator stanu Wirginia, od 2013 senator. Jest członkiem Partii Demokratycznej.

## Życiorys
Ukończył studia na Uniwersytecie Missouri i na Uniwersytecie Harvardzkim. Pracował pewien czas wśród katolickich misjonarzy w Hondurasie. Potem przeniósł się do Wirginii, gdzie był m.in. radnym miasta Richmond oraz jest burmistrzem.
W 2001 został wybrany wicegubernatorem Wirginii u boku demokraty Marka Warnera. W wyborach (w niektórych stanach wice- i gubernator wybierani są oddzielnie, więc mogą wywodzić się z dwóch różnych ugrupowań) zdobył ponad 50 procent głosów pokonując swego republikańskiego rywala Jaya Katzena.
Kiedy w wyborach gubernatorskich w Stanach Zjednoczonych w 2005 roku gubernator Warner nie mógł ubiegać się o drugą kadencję, demokraci wystawili kandydaturę Kaine'a. Jego głównym przeciwnikiem był były republikański prokurator generalny stanu Jerry Kilgore. Kilgore wówczas prowadził wyjątkowo negatywną kampanię wyborczą. Zarzucił m.in. Kaine'owi – przeciwnikowi kary śmierci – że nie żądałby najwyższego wymiaru kary nawet dla Hitlera.
Został zaprzysiężony na gubernatora w 14 stycznia 2006. Mimo swoich poglądów na stosowanie kary śmierci, zezwolił na wykonanie łącznie jedenastu egzekucji, odrzucając prośby o łaskę, aczkolwiek proponował wprowadzenie moratorium.
22 lipca 2016 został ogłoszony przez Hillary Clinton jako kandydat Partii Demokratycznej na wiceprezydenta Stanów Zjednoczonych.

## Życie prywatne
Żonaty, ma troje dzieci. Biegle posługuje się językiem hiszpańskim. 28 maja 2020 ogłosił, że wraz ze swoją żoną uzyskali pozytywny wynik testu na obecność COVID-19.

## Odznaczenia
- Navy Distinguished Public Service Award (2024)[19]